# Peterborough-Est
Pour les articles homonymes, voir Peterborough.
Peterborough-Est fut une circonscription électorale fédérale de l'Ontario, représentée de 1867 à 1925.
C'est l'Acte de l'Amérique du Nord britannique de 1867 qui divisa le comté de Peterborough en deux districts électoraux, Peterborough-Est et Peterborough-Ouest. Abolie en 1924, elle fut redistribuée parmi Hastings—Peterborough et Peterborough-Ouest.

## Géographie
En 1867, la circonscription de Peterborough-Est comprenait:
- Les cantons d'Asphodel, Belmont et Methuen, Douro, Dummer, Galway, Harvey, Minden, Stanhope et Dysart, Otonabee et Snowden
- Le village d'Ashburnham

En 1882, elle comprenait:
- Les cantons d'Aspohel, Belmont, Methuen, Douro, Dummer, Burleigh, Anstruther, Chandos, Dysart, Dudley, Harcourt, Guilford, Harburn, Bruton, Havelock, Eyre, Clyde, Nightingale, Livingstone, Lawrence, Cavendish, Glamorgan, Cardiff, Monmouth, Otonabee et Harvey
- Les villages d'Ashburnham, Lakefield et Norwood

## Députés
1. 1867-1874 — Peregrine Maitland Grover, CON
2. 1874-1878 — John Hall, PLC
3. 1878-1887 — John Burnham, CON
4. 1887-1891 — John Lang, LIB-IND
5. 1891-1896 — John Burnham, CON (2)
6. 1896-1904 — John Lang, LIB-IND (2)
7. 1904-1908 — John Finlay, PLC
8. 1908-1921 — John Albert Sexsmith, CON
9. 1921-1925 — George Arthur Brethen, PPC

- CON = Parti conservateur du Canada (ancien)
- PLC = Parti libéral du Canada
- PPC = Parti progressiste du Canada